# Augustin Rösch
Augustin Rösch (ur. 11 maja 1893 w Schwandorf, zm. 7 listopada 1961 w Monachium) – niemiecki jezuita, prowincjał, opozycjonista w okresie III Rzeszy związany z Kręgiem z Krzyżowej.

## Życiorys
Wychował się w katolickiej rodzinie. Jako osiemnastolatek wstąpił do zakonu jezuitów. W 1925 przyjął święcenia kapłańskie. W 1928 został generalnym prefektem, a potem rektorem szkoły jezuickiej Stella Matutina w austriackim Feldkirch. W 1935 wybrano go na prowincjała Prowincji Górnoniemieckiej Towarzystwa Jezusowego. Prześladowania jezuitów przez narodowych socjalistów przysparzały mu poważnych problemów. Wielokrotnie wstawiał się za swoich współbraci. Stawał w obronie praw kościelnych. 
W 1941 zapoznał się z Helmuthem Jamesem von Moltke; nieco później spotkał Alfreda Delpa, opozycjonistę także związanego z Kręgiem z Krzyżowej. Moltke spodziewał się, że zarówno Rӧsch, jak i Delp przyczynią się do przezwyciężenia różnic wyznaniowych, chciał on, aby plany nowego, pohitlerowskiego porządku w Niemczech możliwie mocno wesprzeć na wartościach chrześcijańskich. W Kręgu Krzyżowej Rösch wywierał wpływ na sposoby rozwiązywania wielu dylematów wyznaniowych i kulturowo-politycznych; dawał wiele praktycznych rad co do zachowania podczas aresztowania i przesłuchania. Dzięki niemu nawiązano kontakty z wieloma katolickimi opozycjonistami. Brał udział w najważniejszych spotkaniach Kręgu z Krzyżowej w posiadłości Helmutha von Moltke. 
Do końca był przeciwnikiem zamordowania Adolfa Hitlera. Po nieudanym zamachu z 20 lipca 1944 udało mu się długo unikać aresztowania. Od września 1944 był poszukiwany, ale dopiero 11 stycznia 1945 gestapo ustaliło jego kryjówkę i aresztowało. Podczas przesłuchania został ciężko okaleczony; udało mu się jednak dotrwać do końca wojny. Przetrzymywano go w berlińskim więzieniu położonym przy ul. Lehrter, ale na krótko przed wkroczeniem armii sowieckiej 25 kwietnia 1945, podobnie jak inni skazani, został wypuszczony na wolność. 
W 1953 otrzymał Wielki Krzyż Zasługi (niem. Großes Verdienstkreuz) Republiki Federalnej Niemiec.